# Abel Lefèvre
Pour les articles homonymes, voir Lefèvre.
Abel Lefèvre, né le 27 novembre 1870 à Saint-Germain-sur-Avre (Eure) et mort le 19 juillet 1948 à Ézy-sur-Eure (Eure), est un homme politique français.

## Biographie
Avocat, président du conseil général de l'Eure, il est élu député radical de l'Eure en 1904, lors d'une élection partielle. Il est réélu jusqu'en 1919. Le 31 mai 1905, il devient l'un des secrétaires du comité exécutif du Parti républicain, radical et radical-socialiste. En 1921, il est élu de justesse au Sénat (504 voix contre 501 à son adversaire) et réélu en 1929. Il est secrétaire du Sénat de 1927 à 1930. Il est battu en 1939 et se retire alors de la vie politique.

## Sources
- « Abel Lefèvre », dans le Dictionnaire des parlementaires français (1889-1940), sous la direction de Jean Jolly, PUF, 1960 [détail de l’édition]